# Torymus erucarum
Torymus erucarum é uma espécie de insetos himenópteros, mais especificamente de vespas parasíticas pertencente à família Torymidae.
A autoridade científica da espécie é Schrank, tendo sido descrita no ano de 1781.
Trata-se de uma espécie presente no território português.